# 何佩蓉
何佩蓉（英語：Sara Jane Ho，1985年12月5日—， 曾用名何佩嵘）是香港礼仪教师与企业家。她因中国北京和上海开设精修学校瑞雅礼仪而受到关注。

## 早年生活与教育
何佩蓉出生于香港，父亲是一名商人，家境优渥。何佩蓉小学和中学就读于香港的山顶小学和德瑞國際學校以及美国菲利普斯埃克塞特学院。她在乔治城大学学习英语文学。21岁时，何佩蓉的母亲因癌症去世。大学毕业后她进入华尔街一家投行工作，而在公益机构做了一年志愿者后，她又读取了哈佛商学院的工商管理硕士学位以及皮埃尔弗别墅学院的文凭。

## 事业
何佩蓉的创业想法，萌发于哈佛就学时期。她打算开办的礼仪培训，当时在中国国内基本是一片空白。回国创业前，何佩蓉征求了一些同学和朋友的意见。
2013年，何佩蓉搬至北京，成立了瑞雅礼仪。2015年5月，她在上海开设了第二所学校。瑞雅礼仪提供包括如何养育子女、得体的餐桌礼仪和奢侈品品牌的发音等课程。

## 荣誉
2013年，何佩蓉被《福布斯》列入“亚洲最受瞩目女性”名单。2015年，她获评BBC 2015年度“巾帼百名（100 women）之一。

## 作品
《生而优雅：淑媛礼仪》，中信出版社，2016年